# Monroyo
Monroyo is een gemeente in de Spaanse provincie Teruel in de regio Aragón met een oppervlakte van 79,23 km². Monroyo telt 338 inwoners (1 januari 2016).